# 인천광역시 서부여성회관
인천광역시서부여성회관(仁川廣域市西部女性會館)은 여성의 능력개발 및 사회참여에 필요한 사회교육 운영과 양성평등 문화 확산의 중심 공간 역할을 위하여 위하여 설치된 인천광역시 소속기관이다.

## 조직
- 운영팀
- 관리 분야
- 사회교육 분야
- 생활체육 분야

## 같이 보기
- 인천광역시청
- 서부여성회관역